# 倒敘
倒敘法是一種敍事手法將後期或最後發生的某件事件放到文章或故事的前面，之後再順敍提及之前所發生的事情。倒敍時要交代清楚起點，倒敘及順敍的轉換處，要有明顯之界限，亦要有必要的文字過渡，做到自然銜接。

## 使用例子
一個古老的例子是荷馬史詩奧德賽 ，其中主要使用倒敘的方式將情節傳達給聽眾。